# Serenity (groupe)
Pour les articles homonymes, voir Serenity.
Serenity est un groupe de power metal autrichien. Formé en 2001, le groupe reste stable à partir de 2004, période durant laquelle les membres s'inspirent bien plus de metal progressif et power metal qu'à leurs débuts. Ils définissent leur genre avec des éléments de metal mélodique et symphonique. Ils s'inspirent de figures historiques comme Sir Francis Drake, Marco Polo, Galilée, Beethoven, et Napoléon. Ils comptent actuellement quatre albums studio et deux démos.

## Biographie

### Débuts (2001–2005)
Serenity est formé en 2001 et se compose de Matthias Anker (guitare rythmique et chant), Stefan Schipflinger (guitare solo), Stefan Wanker (basse), et le batteur Andreas Schipflinger, et jusqu'en 2012, du claviériste Mario Hirzinger. Le premier concert joué par le groupe et un succès modéré ; puis le groupe enregistre un EP-démo et essaye de signer à un label. En fin d'été 2001, ils entrent aux BHS Studios de Breitenbach et publie leur premier démo-CD Starseed V.R.. Il est publié le 9 février 2002 et bien accueilli par les fans et la presse spécialisée. L'album est écrit par les membres de Serenity et la couverture est réalisée par planet-bluescreen.com. L'album fait participer Katharina Neuschmid, Jürgen Huter et Martin Anker.
Le groupe envoie plusieurs copies de Starseed V.R. à divers labels, mais sans succès. De nouveaux concerts suivent en 2002 et 2003, qui les établit comme groupe leader du metal local. Malheureusement, le guitariste et chanteur Matthias Anker décide de quitter le groupe à cause de divergences personnelles en 2003. En février 2004, les membres de Serenity se mettent en contact avec Thomas Buchberger, Georg Neuhauser, et Simon Holzknecht. Thomas et Georg avaient enregistrés leur propre démo en 2003. Après avoir écouté leur démo, c'est le bassiste Stefan Wanker qui recommande de les intégrer à Serenity.
La nouvelle formation décide de garder le nom de Serenity et est considéré comme formé en 2004, à Tyrol, en Autriche, composé deux nouveaux membres Neuhauser (chant), Thomas Buchberger (guitares solo et rythmiques), Simon Holzknecht (basse). Dans une interview avec Valkyrian Music, le bassiste Fabio D'Amore, qui rejoindra le groupe en 2010, expliquant concernant le nom de Serenity que : « Serenity est un film de science-fiction, inspiré de la série TV fanta-western appelée Firefly. C'est un très bon film, comme la série TV qui est aussi incroyable. Quand le groupe a été créé, on s'est beaucoup inspiré de Firefly au niveau artistique, alors le plus logique c'était de reprendre le nom du vaisseau comme nom du groupe. » Cette formation amène quelques changements musicaux subtils à son style. Serenity soutiendra Ronnie James Dio le 2 août 2004. Peu après, le groupe commence à enregistrer un album démo intitulé Engraved Within, qui est autopublié. L'album est mixé par Jan Vacik aux Dreamscape Studios à Munich, en Allemagne, et publié le 17 avril 2005. Engraved Within est bien accueilli à travers l'Europe, étant notamment catégorisé « album du mois » aux magazines Rock Hard et Metal Hammer. Une critique de l'album, publiée par Rock Report, explique que « cette démo de sept chansons montre clairement un grand potentiel en ce groupe. Cet album est si fort que ce n'est plus qu'une question de temps pour que le groupe soit signé. »

### Words Untold and Dreams Unlived(2005–2007)

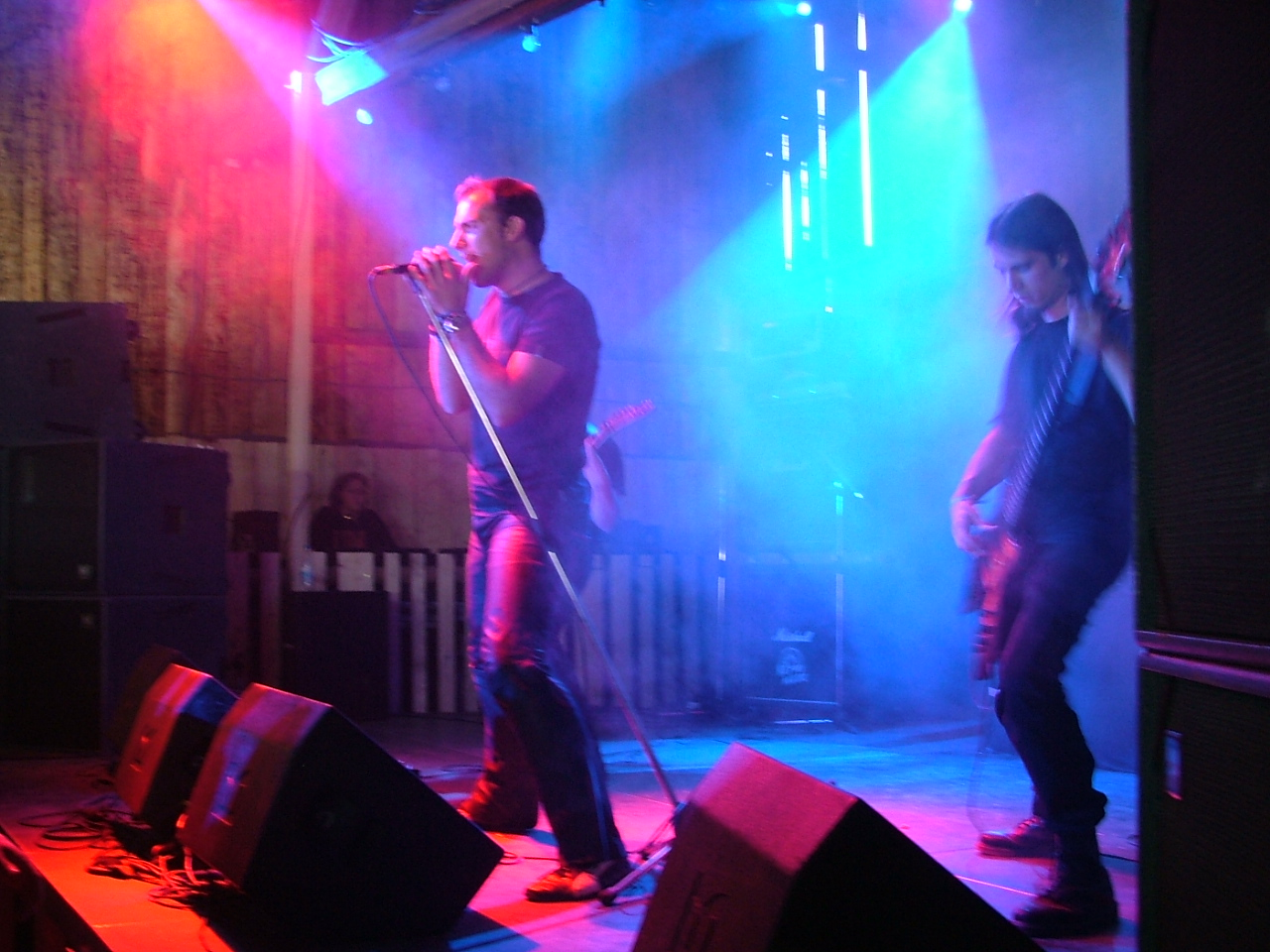
Serenity en concert, au début de 2007.

Bien qu'ayant attiré quelques labels, le groupe produit un album studio auto-financé qui augmentera leurs chances d'obtenir un contrat de distribution et de booking. Words Untold and Dreams Unlived est enregistré aux Dreamscape Studios de Munich en Autriche, mixé et masterisé aux studios Finnvox à Helsinki, en Finlande. Après quelques négociations avec le label Napalm Records, un contrat est signé le 1er décembre 2006. Le chanteur Georg Neuhauser explique : « On a décidé de signer avec Napalm Record parce que, tout d'abord, c'est un bon label, il a de bons distributeurs, et ils sont d'Autriche donc c'est plus facile de travailler avec eux. Vous savez, quand j'ai un problème ou une question, je les appelle, et j'ai quelqu'un au bout du fil, c'est assez facile. »
Words Untold and Dreams Unlived est finalement publié le 27 avril 2007 en Europe, et le 8 mai en Amérique du Nord. En 2007, Serenity tourne ensuite d'abord avec Morgana Lefay en Suède, Threshold en Grande-Bretagne, puis avec l'idole du groupe, Kamelot. Encore par la suite, ils tournent avec des groupes comme Adagio et Sacred Steel. Le groupe explique que la tournée dans dix pays européens leur a permis d'amener de nouveaux amis et admirateurs, et annonce un probable nouvel album.

### Fallen Sanctuary(2007–2010)
Le groupe commence à écrire un nouvel album. Le style musical devient plus mature. Pour Thomas Buchberger, les nouvelles chansons sont différentes de tout ce qui a été fait jusque-là. Avec Fallen Sanctuary, le style change et devient du metal mélodique. Le groupe s'entoure d'Oliver Philipps (production orchestrale), Lanvall (chant), Jacob Hansen (mixage et mastering), Gustavo Sazes (couverture) et Jan Vacik, pour enregistrer un deuxième album. Les guitares, claviers et les chœurs sont enregistrés par Thomas et Mario dans leurs studios. L'album Fallen Sanctuary est publié le 29 août 2008 en Europe, et le 9 septembre 2008 aux États-Unis et au Canada. Il est aussi publié au Japon par le label Soundholic Records. Le seul single de l'album s'intitule Velatum, dont le clip est réalisé par Robert Geiret mis en ligne le 17 juillet. Fallen Sanctuary est bien accueilli dans les scènes metal mélodique et symphonique. Sea of Tranquility affirme que « Serenity est l'un des meilleurs nouveaux groupes dans la scène metal pendant quelque temps. Cet album est beau. Les arrangements orchestraux et les chœurs ajoutent vraiment un élément progressif... »
Au printemps 2009, Serenity soutient Kamelot à leur tournée Rule The World Tour 2009. Plus tard dans la même année, Serenity tourne avec leurs amis d'Edenbridge. Quelques semaines plus tard, Serenity participe à la tournée Essence of Progression de Threshold. Le 25 août 2010, Serenity annonce le départ de Simon Holzknecht - bassiste - à cause de divergences personnelles. Peu de temps après, le groupe accueille le bassiste Fabio D'Amore (ex-Pathosray et Fairyland).

### Death and Legacy(2010–2012)

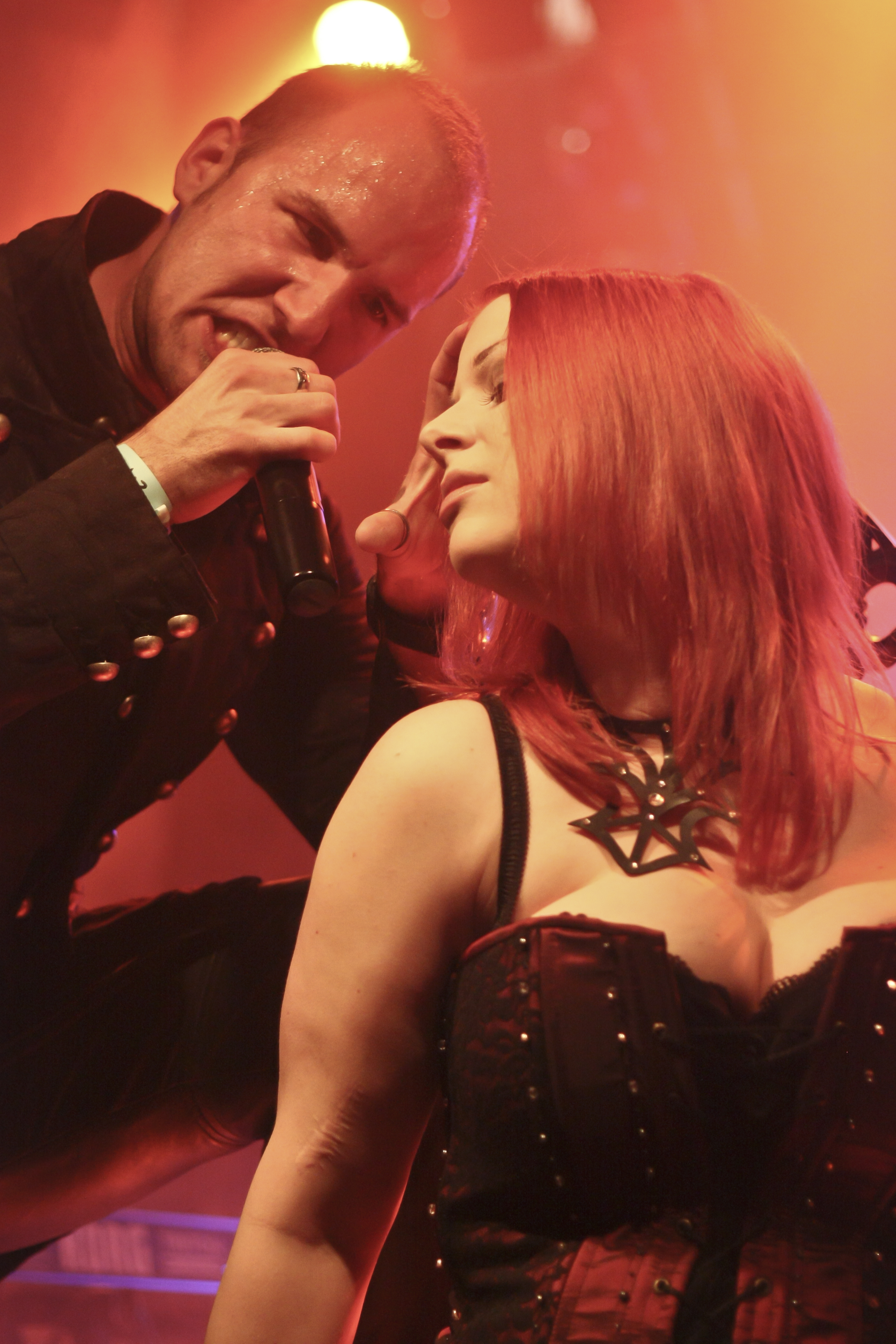
Georg Neuhauser dans un duo avec Lisa Middelhauve, en 2011.

À la fin de 2010, le groupe retourne en studio pour enregistrer une suite à l'album Fallen Sanctuary. Ils choisissent de nouveau les services d'Oliver Philipps pour la production orchestrale ; mais l'album est mixé par Jan Vacik. Oliver Philipps produira aussi l'album. Le groupe fait participer Amanda Somerville et Lanvall d'Edenbridge. Death and Legacy est publié le 25 février 2011 au label Napalm Records. L'album est bien accueilli par les fans et magazines. Sputnik Music attribue à l'album une note de 3,5 sur 5.
Death and Legacy comprend trois singles avec The Chevalier, Serenade of Flames, et When Canvas Starts to Burn.
Un clip est tourné pour The Chevalier, le premier single de l'album. La vidéo est tournée au château Schloss Matzen, en Autriche. Le chanteur Georg Neuhauser commente le tournage de la vidéo : « C'était une merveilleuse expérience pour tout le monde ! Cette fois, on a travaillé ensemble avec Salvatore Perrone, un réalisateur italien... » Le deuxième single est When Canvas Starts to Burn dans le clip est tourné en Tyrol, et publié le 14 novembre 2011. Une bande-annonce du single Serenade of Flames est aussi tournée par le groupe.
Après un bref passage au Royaume-Uni et en Suisse, puis une tournée en tête d'affiche en Allemagne le 9 septembre pour une tournée Death and Legacy, Serenity tourne avec Delain, Van Canto, et Xandria, puis au légendaire festival américain Prog Power USA en 2012 à Atlanta, en Géorgie. Le groupe participe ensuite à la tournée Out of the Dark Festival Tour avec Van Canto et Xandria, Tristania, et Amberian Dawn. La performance du groupe est bien accueillie au ProgPower USA.
Le 30 octobre 2012, Serenity annonce le départ du fondateur Mario Hirzinger.

### War of Ages(2012–2014)
Serenity commence la production de son nouvel album en 2012, cette fois avec une nouvelle chanteuse, Clémentine Delauney, qui rejoint le groupe à la fin de 2012. War of Ages est publié le 23 mars 2013 en Europe et en avril en Amérique du Nord et en Asie via Napalm Records. L'album comprend dix chansons, et est bien accueilli par la presse spécialisée,. Un clip vidéo du single Wings of Madness est tourné et publié le 28 mars 2013. La tournée The War of Ages Over Europe débute peu après et continue en 2014. Elle fait participer Visions of Atlantis, Souldrinker, Beyond the Bridge, et Midriff. Le groupe annonce se joindre à Within Temptation dans une mini-tournée en mars. Ils joueront aussi à Mons, Budapest, au festival Masters of Rock en République tchèque, et en ouverture pour Delain aux Pays-Bas.

### Back to the Root(2015)
Le 3 février 2015, Serenity annonce via Facebook le départ de Thomas Buchberger et Clémentine Delauney.
Le 27 octobre 2015 Serenity annonce avoir terminé l'enregistrement d'un cinquième album, Codex Atlanticus, qu'ils annoncent pour janvier 2016.

## Membres

### Membres actuels
- Andreas Schipflinger – batterie, chant (depuis 2001)
- Georg Neuhauser – chant (depuis 2004)
- Fabio D'Amore – basse (depuis 2010)
- Cristian Hermsdörfer - guitare (depuis 2015)

### Anciens membres
- Matthias Anker – guitare, chant (2001–2003)
- Stefan Schipflinger – guitare (2001–2004)
- Stefan Wanker – basse (2001–2004)
- Mario Hirzinger – clavier, chant (2001–2012)
- Simon Holzknecht – basse (2004–2010)
- Thomas Buchberger – guitare (2004–2014)
- Clémentine Delauney – chant (2012-2015)

### Invité live
- Lisa Middelhauve – chant féminin (2011)
- Natascha Koch - chant féminin (2015-2018)
- Melissa Bonny - chant féminin (2018)

## Discographie

### Albums studio
- 2007 : Words Untold and Dreams Unlived
- 2008 : Fallen Sanctuary
- 2011 : Death and Legacy
- 2013 : War of Ages
- 2016 : Codex Atlanticus
- 2017 : Lionheart
- 2020 : The last knight
- 2023 : Nemesis AD

### Démos
- 2002 : Starseed V.R.
- 2005 : Engraved Within